# Halicarcinus innominatus
Halicarcinus innominatus is een krabbensoort uit de familie van de Hymenosomatidae. De wetenschappelijke naam van de soort is voor het eerst geldig gepubliceerd in 1949 door Richardson.